# Marvin Cabrera
Marvin Gabriel Cabrera Ibarra (nació el 1 de mayo de 1980 en la Ciudad de México) es un exfutbolista y entrenador mexicano. Se desempeñaba como lateral por derecha.
Actualmente está al frente de la Selección de Guatemala Sub-20. 

## Trayectoria

### Futbolista
Cabrera debutó con Cruz Azul en el torneo Invierno 2000, bajo la dirección técnica de José Luis Trejo. Fue hasta en el Apertura 2003 cuando comenzó a tener regularidad con la Máquina Celeste.
De cara al Apertura 2005 fue fichado por los Tuzos del Pachuca. En tres años ganó 2 campeonatos nacionales y 4 internacionales, incluida la Copa Sudamericana.
Llegó a Morelia en el Apertura 2008. Se unió a Jaguares de Chiapas en la Temporada 2010-2011; con los Naranjas jugó 23 partidos en la Liga MX y 6 encuentros en la Copa Libertadores.
Para la Temporada 2011-2012 retornó a Morelia; al concluir el Clausura 2012 fue cedido a Toluca; con los Diablos Rojos, fue subcampeón en el Apertura 2012, luego de caer ante Club Tijuana. 
Al finalizar el Clausura 2013 regresó a Monarcas, pero al no ser contemplado por el entrenador Carlos Bustos, quedó fuera del registro para el Apertura 2013. En el Clausura 2014 llegó a la Liga de Ascenso de México para jugar con Correcaminos de la UAT; poco después anunció su retiro, debido a que no pudo recuperarse de una lesión.

### Auxiliar y entrenador
Entre el 2014 y el 2018, fue auxiliar técnico y entrenador de los cuadros juveniles (Sub-17, Sub-19 y Segunda División) del Toluca. 
Fue asistente de Gabriel Pereyra en los Potros de Hierro del Atlante, equipo de la Liga de Ascenso de México, entre junio del 2018 y abril del 2019. 
Del 3 de febrero del 2020 al 22 de septiembre del 2023, estuvo al frente de la Selección de Guatemala Sub-17; dejó el puesto para ser el director técnico del conjunto guatemalteco en la categoría Sub-20.

## Estadísticas

### Futbolista
| Club                   | País   | Año           | Juegos | Goles |
| ---------------------- | ------ | ------------- | ------ | ----- |
| Cruz Azul              | México | 2000-2005     | 84     | 6     |
| Pachuca                | México | 2005-2008     | 118    | 3     |
| Morelia                | México | 2008-2010     | 77     | 1     |
| Jaguares de Chiapas    | México | 2010-2011     | 29     | 0     |
| Morelia                | México | 2011-2012     | 27     | 0     |
| Toluca                 | México | 2012-2013     | 28     | 0     |
| Correcaminos de la UAT | México | Clausura 2014 | 3      | 0     |

Incluye: Ascenso, Liga, Campeón de Campeones, Copa MX, InterLiga, Copa Libertadores, Sudamericana, CONCACAF, SuperLiga y Mundial de Clubes. 

## Palmarés

### Futbolista
Campeonatos nacionales
| Título        | Club    | País   |
| ------------- | ------- | ------ |
| Clausura 2006 | Pachuca | México |
| Clausura 2007 | Pachuca | México |

Campeonatos internacionales
| Título                           | Club    | País           | Año  |
| -------------------------------- | ------- | -------------- | ---- |
| Copa Sudamericana                | Pachuca | México         | 2006 |
| Copa de Campeones de la Concacaf | Pachuca | México         | 2007 |
| SuperLiga Norteamericana         | Pachuca | Estados Unidos | 2007 |
| Copa de Campeones de la Concacaf | Pachuca | México         | 2008 |